# فانيسا روبيو ماركيز
فانيسا روبيو ماركيز (بالإسبانية: Vanessa Rubio Márquez)‏ هي موظفة مدنية مكسيكية، ولدت في 1972 في مدينة مكسيكو في المكسيك.